# ماهی مرکب ریزنقش اطلس
ماهی مرکب ریزنقش اطلس (انگلیسی: Lolliguncula brevis) گونه‌ای کوچک از ماهی مرکب است که در خانواده ماهی‌های مرکب قلمی قرار دارد. این ماهی مرکب در بخش‌های کم عمق غرب اقیانوس اطلس یافت می‌شود.

## پراکندگی
ماهی مرکب ریزنقش اطلس اغلب در آب‌های کم عمق در امتداد ساحل شرقی ایالات متحده آمریکا تا شمال دلاور (Delaware) یافت می‌شود. این گونه همچنین در آرژانتین، برزیل، جزایر ویرجین بریتانیا، کلمبیا، مکزیک، پاناما، پورتوریکو، سورینام، ترینیداد و توباگو و ونزوئلا یافت شده است.

## توصیف
طول ماهی مرکب ریزنقش اطلس ماده حدود ۱۱ سانتی‌متر و نر ۹ سانتی‌متر است. رنگ اصلی آن از قهوه‌ای مایل به قرمز تیره تا قهوه‌ای مایل به زرد است و تعداد زیادی سلول‌های رنگی (کروماتوفور) در سطح بالایی آن وجود دارد که ماهی مرکب را قادر می‌سازد رنگ خود را تغییر دهد. جبه (mantle) در وسط پهن‌ترین است و در پشت به یک نقطه گرد مخروطی می‌شود. باله‌ها پهن‌تر از طولشان هستند، گرد و حدود نیمی از طول جبه می‌باشند. جبه دارای دیواره‌های عضلانی ضخیم و یک حفره بزرگ پر از آب است و توسط یک یقه از سر جدا می‌شود. سر دارای دو چشم بزرگ است که ساختار آنها بسیار شبیه به چشم مهره‌داران است. یک قیف در زیر سر وجود دارد که در حرکت استفاده می‌شود. پنج جفت زائده وجود دارد. شماره ۱، ۲، ۳ و ۵ بازوهای کوتاه مخروطی با دو ردیف مکنده هستند. پنجمین زائده سمت چپ نرها برای تشکیل یک بازوی هکتوکوتیلوس اصلاح شده است که برای انتقال اسپرماتوفورها به اندام تولید مثل ماده استفاده می‌شود. جفت دیگر زائده‌ها شاخک‌های انقباضی هستند و بسیار بلندتر از بازوها هستند. این شاخک‌ها دارای چماق‌هایی با چهار ردیف مکنده در انتهای دیستال هستند و برای گرفتن غذا استفاده می‌شوند که سپس به بازوها منتقل می‌شود. انتهای خلفی جبه ماده توسط یک جفت غدد nidamental سفید اشغال شده است که ماده‌ای را ترشح می‌کند که کپسول تخم از آن تشکیل می‌شود.

## زیست‌شناسی
این گونه در آب‌های کم‌عمق گرم، اغلب در دهانه رودخانه‌ها یافت می‌شود، جایی که مشخص شده است که سطوح پایین شوری را تحمل می‌کند، تا حدود نیمی از شوری طبیعی دریا (۱۷٫۹‰)، که آن را به یکی از شوری‌پذیرترین سرپایان نرم‌تن تبدیل می‌کند. با این حال، شوری کمی پایین‌تر (۱۶٫۵‰) آن را در حدود ۴۸ ساعت می‌کشد. از ماهی‌ها و سخت‌پوستان کوچک تغذیه می‌کند. برای حرکت، آب داخل حفره جبه توسط انقباض عضلانی دیواره‌های جبه از طریق قیف خارج می‌شود. برای گرفتن شکار سریع، انقباض شدید است و جت آب را از طریق قیف که به سمت عقب هدایت می‌شود، می‌فرستد. برای فرار از یک شکارچی، قیف به سمت جلو هدایت می‌شود و ماهی مرکب با سرعت زیاد به سمت عقب پرتاب می‌شود. همچنین می‌تواند ابری از مرکب را برای منحرف کردن شکارچی منتشر کند. تخم‌ها در یک کپسول ژلاتینی متصل به بستر دریا رسوب می‌کنند. تخم‌های زرده بزرگ به نسخه‌های مینیاتوری کاملاً شکل گرفته از ماهی مرکب مادر تبدیل می‌شوند.